# William Godfrey
William Godfrey (Liverpool, 25 september 1889 - Londen, 22 januari 1963) was een Brits geestelijke en kardinaal van de Rooms-Katholieke Kerk.
Hij was de jongste zoon van George en Mary Godfrey. Zijn vader overleed reeds voor zijn geboorte. Godfrey bezocht het Ushaw College in Durham en studeerde vervolgens aan het Engels College in Rome en aan de Pauselijke Gregoriaanse Universiteit, waar hij promoveerde in zowel de theologie als de wijsbegeerte. Hij werd op 28 oktober 1916 in Rome priester gewijd. Hij werd vervolgens hoogleraar klassieke talen aan Ushaw College (1918-1928) en hoogleraar theologie, aldaar (1928-1930). In 1930 keerde hij terug naar Rome, waar hij rector werd van het Engels College. In 1936 vertegenwoordigde hij paus Pius XI bij de kroning van koning George VI van het Verenigd Koninkrijk.
Op 21 november 1938 benoemde Pius XI hem tot titulair aartsbisschop van Cio en tot apostolisch delegaat voor Engeland, Wales en Malta. Hij ontving zijn bisschopswijding van Raffaele Carlo Rossi en Luigi Traglia. In 1943 kreeg hij de leiding van de nuntiatuur voor de Poolse regering in ballingschap. In 1953 werd hij aartsbisschop van Liverpool. Drie jaar later werd hij aartsbisschop van Westminster en primaat van Engeland en Wales.
Tijdens het consistorie van 15 december 1958 creëerde paus Johannes XXIII hem kardinaal. De Santi Nereo e Achilleo werd zijn titelkerk.
Hij overleed in 1963 aan de gevolgen van een hartaanval. Zijn lichaam werd bijgezet in de Kathedraal van Westminster.
- Istituto Centrale per il Catalogo Unico: TO0V707358
- Système universitaire de documentation: 158339371
- Virtual International Authority File: 280888271